# Лі Ву Бон
Лі Ву Бон (кор. 이우봉, 李偶奉, Ri Ubong, Lee Woo-bong, нар. 8 червня 1935) — південнокорейський футболіст та футбольний арбітр.
Як гравець брав участь у літніх Олімпійських іграх 1964 року. По завершенні ігрової кар'єри став арбітром і мав статус арбітра ФІФА з 1975 по 1982 рік. Працював на молодіжному чемпіонаті світу 1981 року в Австралії, відсудивши один матч.